# Axiothella crozetensis
Axiothella crozetensis är en ringmaskart som beskrevs av Gillet 1989. Axiothella crozetensis ingår i släktet Axiothella och familjen Maldanidae. Inga underarter finns listade i Catalogue of Life.